# Саатторсуак
Острів Саатторсуак (старе написання: Sâtorssuaq) — невеликий, незаселений острів муніципалітету Аванната на північному заході Гренландії.

## Історія
Острів був заселений між 1881 і 1957 роками, коли невелике село Сааток з кількох сімей було розкидане між островом Сааток біля північного узбережжя.

## Географія
Острів Саатторсуак розташований у затоці Тасіусак, у північно-центральній частині архіпелагу Упернавік. Острів відокремлений від острова Нуулук на північному сході, острова Ааппілатток на південному заході, острова Нутаарміут на заході та острова Калунаат на північному заході внутрішніми водними шляхами затоки Тасіусак.